# Luštěnice (železniční zastávka)
Luštěnice jsou železniční zastávka ve východní části obce Luštěnice v okrese Mladá Boleslav v Středočeském kraji, poblíž říčky Vlkavy. Zastávka je součástí stanice Luštěnice-Újezd a leží v km 17,333 jednokolejné neelektrizované trati Nymburk – Mladá Boleslav.

## Historie
Původně cestujícím sloužila stanice Luštěnice, kde však byla v roce 2016 odstraněna nástupiště a stanice přestala sloužit cestujícím. Proto byla na záhlaví stanice vybudována nová zastávka, která začala fungovat 9. prosince 2018.
Na základě rozhodnutí Drážního úřadu z 19. listopadu 2014 byl v roce 2018 název stanice změněn na Luštěnice-Újezd a původním názvem Luštěnice byla pojmenována nově zřízená zastávka na záhlaví stanice. Nová zastávka byla dána do provozu 9. prosince 2018.

## Popis
Zastávka se nachází na dobrovickém záhlaví stanice Luštěnice-Újezd, severně od přejezdu silnice II/275, ze které je přístupná, a má jedno jednostranné nástupiště s přístřeškem na západní straně trati. Nástupiště o délce 80 m má nástupní hranu ve výšce 550 mm nad temenem kolejnice. Informace pro cestující jsou podávány akusticky pomocí systému INISS, který je ovládán ze stanice Mladá Boleslav hlavní nádraží.